# István Timár
István Timár (Budapeste, 7 de janeiro de 1940 — Budapeste, 4 de dezembro de 1994) foi um canoísta húngaro especialista em provas de velocidade.

## Carreira
Foi vencedor da medalha de prata em K-2 1000 m em Cidade do México 1968, junto com o seu colega de equipa Csaba Giczy.
Foi vencedor da medalha de bronze em K-4 1000 m em Cidade do México 1968, junto com os seus colegas de equipa Csaba Giczy, Imre Szöllősi e István Csizmadia.